# Festival Eurovisão da Canção Júnior 2018
O  Festival Eurovisão da Canção Júnior 2018 foi o décimo sexto Junior Eurovision Song Contest, organizado pela Televisão Bielorrussa (BTRC) e a União Europeia de Radiodifusão (EBU). Realizado no dia 25 de novembro de 2018, esta foi a segunda vez que a cidade de Minsk sediou o evento. Tal como a edição de 2010, a final foi realizada na Minsk-Arena.
Um registo de vinte países vão participar no concurso, com o Cazaquistão e País de Gales, participando pela primeira vez. A França vai voltar para a primeira vez, desde 2004, juntamente com o Azerbaijão , pela primeira vez desde 2013 e Israel, pela primeira vez desde 2016.
O Chipre retirou-se este ano.

## Local

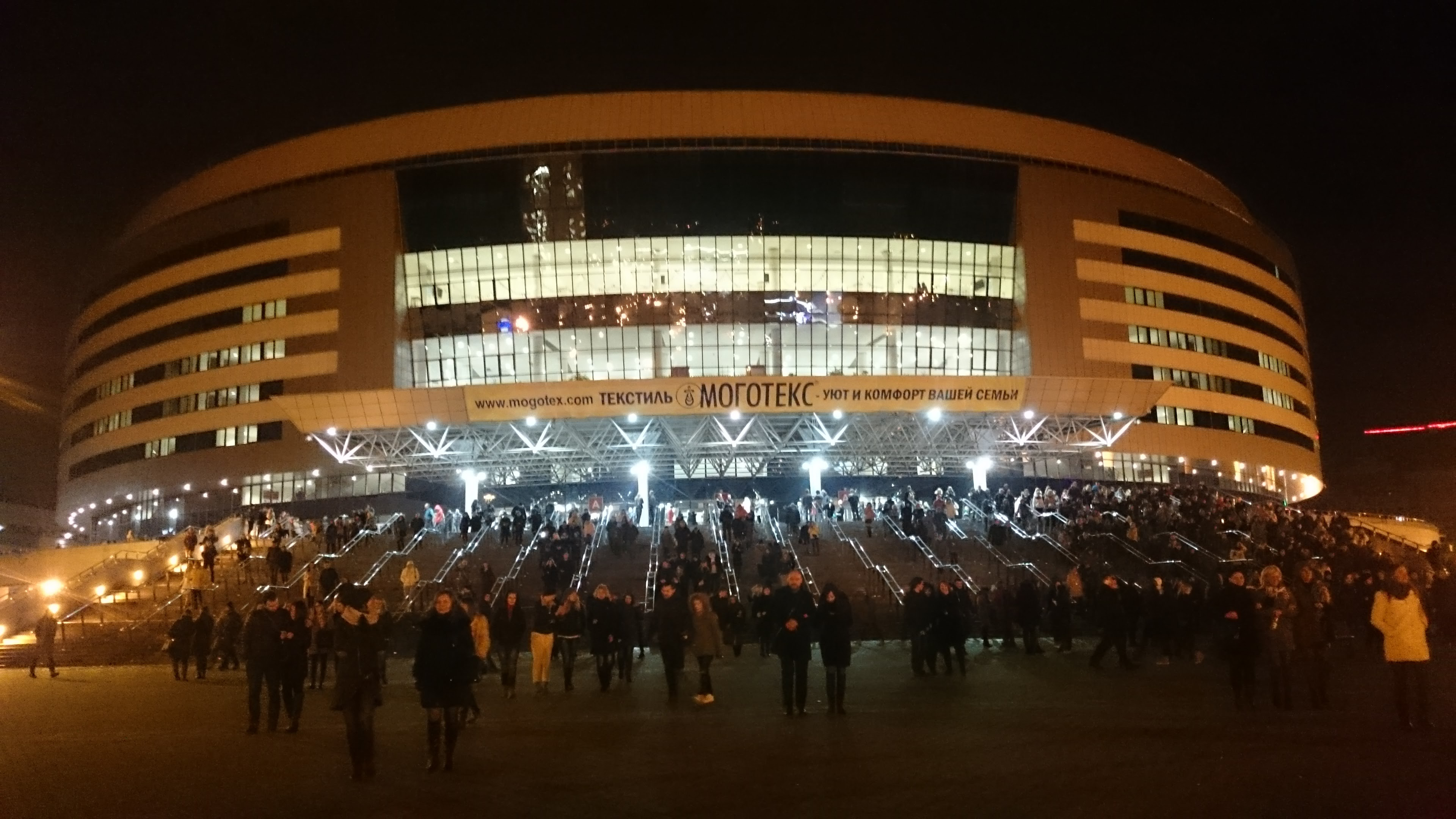
Minsk Arena, em Minsk. Local para 2018 Junior Eurovision.

A UER confirmou  em 15 de outubro de 2017, que o concurso seria realizado na Bielorrússia. Esta será a segunda vez Bielorrússia acolhe  o Festival Eurovisão da Canção Júnior, depois de sediar o concurso em 2010.
Em 21 de novembro de 2017, o vice-primeiro-ministro da Bielorrússia, Vasily Zharko, confirmou que o concurso foi programado para ser realizado na Minsk-Arena, em novembro de 2018. A arena acolheu anteriormente a concurso de 2018. No entanto, em 26 de novembro de 2017, foi confirmado pela emissora anfitriã de que a localização exata do concurso era ainda desconhecida, afirmando que Minsk-Arena foi uma das opções possíveis. Em 18 de Março de 2018, a capacidade para 15.000 Minsk-Arena foi confirmado como sede do concurso.

## Formato

### Projeto Visual
O slogan deste ano é o hashtag #LightUp. O logotipo do concurso é baseado em torno de uma estrela da manhã feito de vertical invertido ondas sonoras. A fonte de inspiração foi o potencial artístico e criativo aspiração dos jovens participantes, que enchem a cena como uma estrela.

### Apresentadores
Em 26 de outubro de 2018, foi anunciado que Eugene Perlin e Zinaida Kupriyanovich foram os apresentadores, juntamente com Helena Meraai na sala verde. Helena Meraai é a quarta pessoa com menos de idade de dezesseis anos, a apresentar o Festival Eurovisão da Canção Júnior, depois de Ioana Ivan, em 2006, Dmytro Borodin em 2009 e Lizi Japaridze em 2017, e também é o segunda ex-participante a apresentar uma edição do concurso. Helena Meraai foi a representante de Bielorrússia no ano anterior, onde ela ficou em quinto lugar com a música "I Am the One ".  Eugene Perlin é um apresentador de televisão e  comentarista das duas versões do concurso desde 2013, enquanto que Zinaida Kupriyanovich foi finalista nas seleções nacionais de 2015 e 2016 e desde então tem uma carreira consolidada no país.Também foi anunciado que os apresentadores da cerimônia de abertura e do sorteio seriam Denis Dudinsky e Anna Kviloria.

## Países participantes
No dia 25 de julho de 2018, a EBU divulgou a lista oficial dos participantes, em que participavam 19 países.
Dos 16 países fundadores em 2003, estarão participando 5 deles: Bielorrússia, Macedônia do Norte, Malta, Países Baixos e a Polônia.
Apesar de ameaças de retirada em protesto da Armênia ,cuja delegação demonstrou que não concordava com o novo sistema de votação implantado na edição anterior. Meses depois,a delegação do país confirmou a sua participação.
Existiam possibilidades concretas de que a Macedônia não iria enviar uma delegação devido a ter acumulado uma grande dívida operacional,o que poderia resultar em uma suspensão por parte da EBU, o que não se concretizou. No dia 4 de julho a televisão estatal do país anunciou que iria competir em Minsk.
Um caso semelhante aconteceu com a Ucrânia que originalmente havia anunciado que se retiraria por um ano devido a problemas financeiros, agravados pela tumultuada realização do Festival Eurovisão da Canção 2017. Mas,em 20 de setembro foi-se anunciado que a decisão da desistência do país foi revertida,totalizando 20 países, o maior número de países participantes da história do Festival. O recorde anterior havia sido em 2004,com 18.
Em fevereiro, foi reportado que a EBU/UER estava negociando diretamente com a Dinamarca com vistas ao um eventual retorno do país,as negociações não avançaram e o país ficará ausente por mais um ano.
Dentre os três países que retornam ao certame estão a França, que junto a Itália são os únicos países do BIG 5 do concurso adulto, estarão com uma delegação em Bielorrússia, o país havia participado apenas uma vez em 2004 e retornando ao festival após um hiato recorde de 14 anos. Em 25 de julho de 2018, foi anunciado que Israel retornaria no concurso de 2018, após uma mudança nas regras do concurso para permitir a participação de mais de 18 países. O país recebeu uma dispensa especial da emissora anfitriã BTRC e da EBU, já que haviam vencido a versão adulta do festival em maio. A emissora nacional da Bielorrússia, a BTRC, e a EBU entenderam que para este ano poderia existir uma flexibilização quanto ao limite de 18 países participantes. A mudança nas regras significa que, pelo segundo ano consecutivo, aquele país que ganhou a versão adulta do festival retornaria a versão júnior.
Em 9 de maio,foi anunciada o primeiro estreante desta edição,a S4C do País de Gales,anunciou que o país iria competir de forma independente pela primeira vez no certame. Gales havia participado como parte do Reino Unido entre 2003 e 2005, com a ITV sendo responsável por sua participação. A S4C já havia demonstrado interesse em participar em algumas edições anteriores do Festival Eurovisão da Canção Júnior,mas as regras a época não permitiam a sua participação. Em 25 de julho, foi anunciada a primeira participação do Cazaquistão, que tal como a Austrália, que participa do certame como país convidado.

## Lista de participantes[13]
| #  | País               | Artista             | Canção                               | Língua                   | Lugar | Pontos |
| -- | ------------------ | ------------------- | ------------------------------------ | ------------------------ | ----- | ------ |
| 01 | Ucrânia            | Darina Krasnovetska | Say Love                             | Ucraniano,Inglês         | 4º    | 182    |
| 02 | Portugal           | Rita Laranjeira     | Gosto de Tudo (Já Não Gosto de Nada) | Português                | 18º   | 42     |
| 03 | Cazaquistão        | Daneliya Tuleshova  | Өзіңе сен (Òzińe Sen)                | Cazaque,Inglês           | 6º    | 171    |
| 04 | Albânia            | Efi Gjika           | Barbie                               | Albanês                  | 17º   | 44     |
| 05 | Rússia             | Anna Filipchuk      | Unbreakable                          | Russo,Inglês             | 10º   | 122    |
| 06 | Países Baixos      | Max & Anne          | Samen                                | Holandês,Inglês          | 13º   | 91     |
| 07 | Azerbaijão         | Fidan Huseynova     | I Wanna Be Like You                  | Azeri,Inglês             | 16º   | 47     |
| 08 | Bielorrússia       | Daniel Yastremski   | Time                                 | Bielorrusso,Russo,Inglês | 11º   | 114    |
| 09 | Irlanda            | Taylor Hynes        | IOU                                  | Gaélico                  | 15º   | 48     |
| 10 | Sérvia             | Bojana Radovanović  | Svet                                 | Sérvio,Croata            | 19º   | 30     |
| 11 | Itália             | Melissa & Marco     | What Is Love                         | Italiano,Inglês          | 7º    | 151    |
| 12 | Austrália          | Jael                | Champion                             | Inglês                   | 3º    | 201    |
| 13 | Geórgia            | Tamar Edilashvili   | Your Voice                           | Georgiano,Inglês         | 8º    | 144    |
| 14 | Israel             | Noam Dadon          | Children Like These                  | Hebraico                 | 14º   | 81     |
| 15 | França             | Angélina            | Jamais Sans Toi                      | Francês,Inglês           | 2º    | 203    |
| 16 | Macedónia do Norte | Marija Spasovska    | Doma                                 | Macedônio                | 12º   | 99     |
| 17 | Arménia            | L.E.V.O.N           | L.E.V.O.N                            | Armênio                  | 9º    | 125    |
| 18 | País de Gales      | Manw                | Perta                                | Galês                    | 20º   | 29     |
| 19 | Malta              | Ela                 | Marchin'On                           | Inglês                   | 5º    | 181    |
| 20 | Polónia            | Roksana Węgiel      | Anyone I Want To Be                  | Polonês,Inglês           | 1º    | 215    |